# Fort Wayne Open (PGA Tour)
O Fort Wayne Open, o qual foi disputado por um ano sob o nome Fort Wayne Invitational, foi um torneio de golfe do PGA Tour, que decorreu durante a década de 1950. A primeira edição foi disputada em 1950 no campo de golfe Orchard Ridge e as demais foram realizadas no Coyot Creek. A lenda do golfe norte-americano Arnold Palmer teve seu primeiro salário profissional neste torneio, em 1955, recebendo 145 dólares norte-americanos.

## Campeões
Fort Wayne Open
- 1956 Art Wall Jr.

Fort Wayne Invitational
- 1955 Dow Finsterwald

Fort Wayne Open
- 1954 Doug Ford
- 1953 Art Wall, Jr.
- 1952 Jimmy Clark
- 1951 Jim Ferrier
- 1950 Lloyd Mangrum